# Nectandra globosa
Espèce
Synonymes
Selon Tropicos (6 juin 2024)
- Laurus globosa Aubl.
- Nectandra globosa var. barbeyana Mez
- Nectandra pisi Miq.
- Nectandra pulverulenta Nees
- Nectandra tessmannii O.C. Schmidt
- Nectandra vaga Meisn.
- Nectandra vaga var. major Meisn.
- Nectandra vaga var. sprucei Meisn.
- Nectandra vaga var. vulgaris Meisn.
- Ocotea globosa (Aubl.) Schltr. & Cham.
- Persea globosa (Aubl.) Spreng.

Selon GBIF (6 juin 2024)
- Borbonia globosa (Aubl.) C.F.Gaertn.
- Laurus globosa Aubl.
- Nectandra globosa var. barbeyana Mez
- Nectandra globosa var. globosa (Aubl.) Mez, 1889
- Nectandra pallida Miq.
- Nectandra pisi Miq.
- Nectandra vaga Meisn.
- Nectandra vaga var. major Meisn.
- Nectandra vaga var. sprucei Meisn.
- Nectandra vaga var. vaga Meisn., 1864
- Nectandra vaga var. vulgaris Meisn.
- Ocotea globosa (Aubl.) Schltdl. & Cham.
- Persea globosa (Aubl.) Spreng.

Nectandra globosa est une espèce de plantes à fleurs de la famille des Lauraceae. C'est un arbre d'Amérique du sud.

## Description
Nectandra globosa est un arbre atteignant jusqu'à 30 m de haut.
En 1955, Lemée propose la description suivante de Nectandra globosa :

« N. pisi Miq. (N. globosa Mez. non Aubl.). Jeunes rameaux tomenteux-roussâtres ou pubérulents ; feuilles de 0,10-0,25 sur 0,04-0,09, à pétiole de 15 mm, environ, alternes ou les supérieures sub.opposées, ovales ou lancéolées aiguës ou acuminées, à base aiguë ou subobtuse, chartacées, glabres en dessus, devenant glabres en dessous, côte et nervures (5-7 paires de primaires pas unies au bord) pas unies en dessus, saillantes en dessous, veines densément réticulées ; panicules aux aisselles supérieures, pubérulentes subcorymbiformes multiflores, fleurs hermaphroaites larges de 6-10 mm., soyeuses-jaunâtres en dehors, anthères des 6 étamines extérienres très épaisses : à loges dépassées par le connectif épais, le troisième rang avec gross.es glandes globuleuses; ovaire glabre, stigmate discoïde-réniforme ; baie de 13-16 mm. sur 8-12, ovoïde-ellipsoïdale, avec cupule hémisphérique ruguleuse large de 8 mm., couvrant le huit sur 5 mm., pédicelle mince. - Guy. holl. : riv. Maroni. »

— Albert Lemée, 1953.

## Répartition
Nectandra globosa est présent du Venezuela au Brésil en passant par le Guyana, le Suriname et la Guyane.

## Écologie
Nectandra globosa pousse au Venezuela dans les forêts ripicoles, les forêts de basse montagne, à 0-800 m d'altitude.

## Protologue
En 1775, le botaniste Aublet a décrit Nectandra globosa sous le nom de Laurus globosa et en a proposé le protologue suivant :
« 4. LAURUS (globoſa) fructu nigro, calice tubente.

Borbonia fructu globoſo, nigro, calice e viridi tubente. Plum. Gen. 4. »
— Fusée-Aublet, 1775.